# Frederik Engelhardt Boisen
 Der er flere personer med dette navn, se Frede Bojsen.
Frederik 'Frits' Engelhardt Boisen, også kaldet Budstikke-Boisen (født 11. februar 1808 i Vesterborg, død 17. september 1882 på Frederiksberg) var en dansk præst og politiker, søn af biskop P.O. Boisen. Han var gift med norskfødte Eline Boisen og far til Jutta Bojsen-Møller.

## Liv og virke
Boisens blev 1825 student fra Nykøbing, teologisk kandidat 1830. Som lærer i København var han Grundtvigs stadige tilhører i Frederikskirken og stod i nøje forhold til brødrene P. Chr. og Søren Kierkegaard.
I 1834 blev han kateket i Store Heddinge, i 1837 sognepræst i Skørpinge Sogn. Her i "det hellige land" blev hans præstegård et midtpunkt for de gudelige forsamlingskristne, men efter et besøg hos N.F.S. Grundtvig i 1845 vendte han sig mod det pietistiske hos dem og holdt oplysende foredrag i stedet for som tidligere taler i de gudelige forsamlinger.

### Politiker og folkevækker
Han var medlem af den grundlovgivende rigsforsamling og 1849 medlem af Folketinget, men 1850 nedlagde han sit mandat, da han blev kaldt til sognepræst for Vilstrup ved Haderslev. Herfra arbejdede han på kristelig og folkelig at fremme det danske åndsliv i Sønderjylland, i hvilket øjemed han begyndte udgivelsen af "Budstikken", et folkeskrift til oplysning og opbyggelse, der udkom til 1879. Da han i 1859 blev forflyttet til Stege på Møn, blev der holdt en afskedsfest for ham i Haderslev, til hvilken Edvard Lembcke skrev "Vort Modersmaal er dejligt!". I og fra Stege virkede han for kristenlivets trivsel, men politikken optog ham også meget. Han var ivrig venstremand, og 1866 stemte han som medlem af Landstinget mod grundlovsændringen.

### Afsked som præst
I 1881 tog han sin afsked som præst.

## Begavet og ildfuld
Han var en rigt begavet prædikant og taler, ildfuld og begejstret for, hvad han anså for ret.